# 卡勒·塔珀
卡勒·塔珀（瑞典語：Kaarle Tapper，1995年9月19日—），又译为卡爾·塔珀，是一名出生於芬蘭赫爾辛基的帆船運動員。他曾參加2016年里約奧林匹克運動會帆船男子單人小艇雷射型比賽，獲得第26名。

## 外部連結
- Kaarle Tapper（页面存档备份，存于） - ISAF